# Reproducción sexual

En la primera etapa de la reproducción sexual, 'meiosis', el número de cromosomas es reducido de un número diploide (2n) a uno haploide (n). Durante la 'fertilización', los gametos haploides se unen para formar un cigoto diploide y restablecer el número original de cromosomas (2n).

La reproducción sexual es el proceso de crear un nuevo organismo descendiente a partir de la combinación de material genético de dos organismos con material genético similar (o bien de un solo organismo hermafrodita), comenzando con un proceso que se denomina meiosis, que es un tipo especializado de división celular; el cual se produce en organismos eucariotas. Los gametos son los dos tipos de células especiales, uno más gigante, el femenino, y otro más diminuto, el masculino. La fusión de estas dos células se llama fecundación y esta crea un cigoto, que incluye material de los dos gametos en un proceso que se llama recombinación genética donde el material genético, el ADN, se conjuga para que las secuencias de los cromosomas homólogos se alineen. A continuación se producen otras dos divisiones celulares más, para producir cuatro células hijas con la mitad de cromosomas de cada una de las dos células del padre, y el mismo número que tienen los padres, aunque puede ocurrir la autofertilización. Por ejemplo, en la reproducción humana cada célula humana contiene 46 cromosomas (23 pares), mientras que los gametos, solo contienen 23 cromosomas, así el hijo tendrá 23 cromosomas de cada padre recombinadas genéticamente en 23 pares.
La selección sexual es un tipo de selección natural, en la cual algunos individuos se reproducen con más éxito que otros en una población debido a la selección intersexual. Se ha descrito como una «fuerza evolutiva que no existe en las poblaciones asexuales».
Las procariotas, cuyos células tienen material adicional o transformado, se reproducen a través de la reproducción asexual, aunque a veces, en la transferencia genética horizontal, pueden exhibir procesos como la conjugación procariota, la transformación y la transducción, las cuales son similares a la reproducción sexual a pesar de no acabar en reproducción.

## Evolución de la reproducción sexual
El doble coste del sexo en la evolución de la reproducción sexual es un gran rompecabezas de la biología evolutiva moderna porque la reproducción asexual debería siempre ganar en comparación con la reproducción sexual, ya que todo organismo joven que llega a la adolescencia puede tener su propio hijo. Este implica que una población asexual debe tener una capacidad intrínseca de crecer más rápido con cada generación. El costo doble del sexo incluye este costo y el hecho que cualquier organismo solo puede pasar el 50 % de sus genes a sus hijos. Una ventaja definitiva de la reproducción sexual es que previene la acumulación de mutaciones genéticas.

## Selección sexual
Para poder reproducirse sexualmente, tanto machos como hembras necesitan encontrar pareja. La selección sexual es un modo de la selección natural en la cual algunos individuos se reproducen más que otros en una población porque se reproducen de manera más exitosa. En los animales la elección del macho es normalmente hecha por las hembras, mientras los machos compiten para que los escojan. Debido a esto hay situaciones en las que los organismos pueden hacer un esfuerzo extremo por poderse reproducir, como el combate y la exhibición, o producir rasgos extremos causados por mecanismos de realimentación positiva conocidos como un modelo de selección sexual runaway de Fisher. Así la reproducción sexual, como una forma de selección natural, tiene su efecto en la evolución. En el dimorfismo sexual es donde el carácter biológico básico varía entre machos y hembras de la misma especie. El dimorfismo se encuentra en los órganos sexuales y en los caracteres sexuales secundarios, tamaño del cuerpo, fuerza física, morfología, ornamentación, comportamiento y otros rasgos del cuerpo. Sin embargo, la selección sexual solo se implica durante un período largo de tiempo que lleva al dimorfismo sexual.
Se ha llamado a esta selección como una «fuerza poderosa de la evolución que no existe en las poblaciones con reproducción asexual».

## Relación entre los sexos
Aparte de algunas avispas eusociales los organismos que se reproducen sexualmente tienen una Índice de masculinidad  o razón de sexo entre machos y hembras (o proporciones sexuales) que es 1:1 (razón aritmética). El estadístico y biólogo inglés Ronald Fisher resumió lo que se llama el principio de Fisher. Dice lo siguiente:
1. Supone que los nacimientos de machos son menos comunes que los de las hembras.
2. Un macho recién nacido tiene entonces mejores perspectivas que una hembra recién nacida y por eso es probable que vaya a tener más descendientes.
3. Por lo tanto, los padres genéticamente dispuestos a producir machos tienen tendencia a tener más nietos que la media.
4. Por lo tanto, los genes que generan una tendencia a producir machos se propagan, y el nacimiento de machos se hace más común.
5. Mientras se acerca a la razón de 1:1 las ventajas asociadas con producir machos desaparecen.
6. El mismo razonamiento ocurre si se sustituyen machos por hembras en todo el razonamiento. Por lo tanto 1:1 es la proporción de equilibrio.

## Alternativas
La reproducción sexual constituye el procedimiento reproductivo más habitual de los seres pluricelulares. Algunos de estos la presentan, no como un modo exclusivo de reproducción, sino alternado, con modalidades que incluyen también la reproducción asexual. También se da en organismos unicelulares, principalmente protozoos y algas unicelulares.
Se puede definir de tres formas, aceptadas cada una por diversos autores.
- Reproducción en la que existe singamia (fusión de gametos masculino y femenino)
- Reproducción en la que interviene un proceso de meiosis (formación de gametos haploides)
- Reproducción en la que interviene un proceso de recombinación genética (descendencia diferente a la parental).

## Animales

### Artrópodos

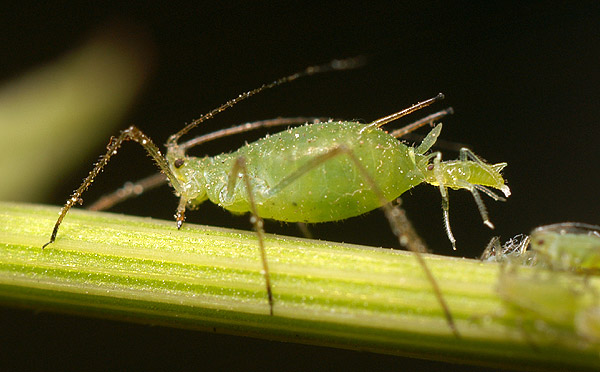
Un pulgón (Aphidoidea) dando a luz crías vivas a partir de un óvulo no fertilizado.

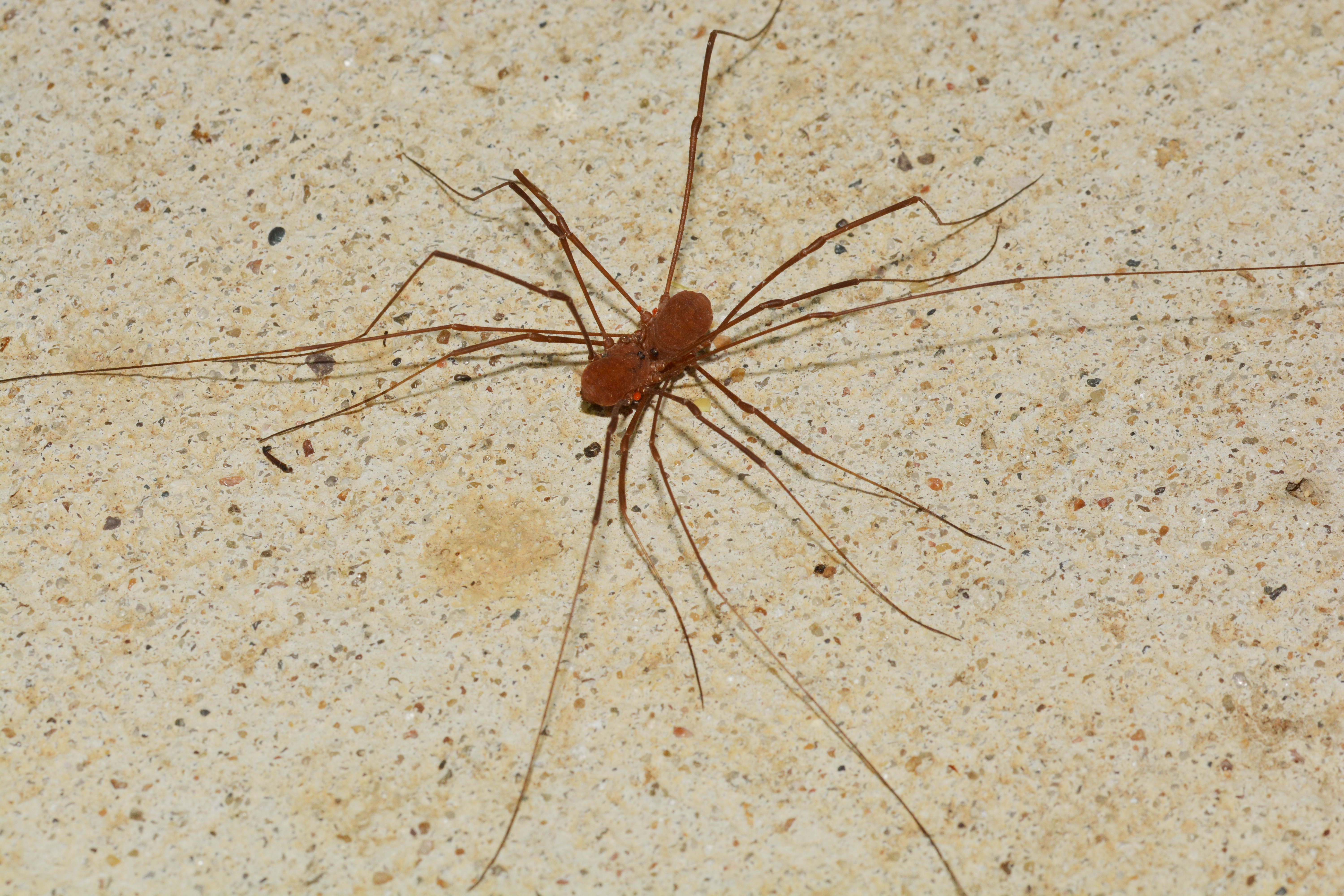
Dos opiliones apareándose.

Algunos artrópodos, como los percebes, son hermafroditas, es decir, cada uno puede tener órganos de ambos sexos. Sin embargo, los individuos de la mayoría de las especies permanecen del mismo sexo durante toda su vida. Algunas especies de insectos y crustáceos pueden reproducirse por partenogénesis, especialmente si las condiciones favorecen una "explosión demográfica". Sin embargo, la mayoría de los artrópodos dependen de la reproducción sexual, y las especies partenogenéticas a menudo vuelven a la reproducción sexual cuando las condiciones se vuelven menos favorables.

#### Insectos
Una libélula emperador australiana poniendo huevos, custodiada por un macho
Las especies de insectos constituyen más de dos tercios de todas las especies animales existentes. La mayoría de las especies de insectos se reproducen sexualmente, aunque algunas especies son partenogenéticas facultativas. Muchas especies de insectos tienen dimorfismo sexual, mientras que en otras los sexos parecen casi idénticos. Normalmente tienen dos sexos: los machos producen espermatozoides y las hembras, óvulos. Los óvulos se convierten en huevos que tienen una cubierta llamada corion, que se forma antes de la fertilización interna. Los insectos tienen estrategias de apareamiento y reproducción muy diversas, lo que a menudo resulta en que el macho deposite un espermatóforo dentro de la hembra, que ella almacena hasta que esté lista para la fertilización del óvulo. Después de la fertilización, la formación de un cigoto y diversos grados de desarrollo, en muchas especies los huevos se depositan fuera de la hembra; mientras que en otros se desarrollan más dentro de la hembra y las crías nacen vivas.

### Mamíferos
Existen tres tipos de mamíferos: monotremas, placentarios y marsupiales, todos con fertilización interna. En los mamíferos placentarios, las crías nacen como juveniles: animales completos con los órganos sexuales presentes aunque no reproductivamente funcionales. Después de varios meses o años, dependiendo de la especie, los órganos sexuales se desarrollan aún más hasta la madurez y el animal alcanza la madurez sexual. La mayoría de las hembras de mamíferos sólo son fértiles durante ciertos períodos durante su ciclo estral, momento en el que están listas para aparearse. Los mamíferos machos y hembras individuales se encuentran y llevan a cabo la cópula. En el caso de la mayoría de los mamíferos, los machos y las hembras intercambian parejas sexuales a lo largo de su vida adulta.

### Peces
La gran mayoría de las especies de peces ponen huevos que luego son fertilizados por el macho. Algunas especies ponen sus huevos en un sustrato como una roca o en plantas, mientras que otras esparcen sus huevos y los huevos son fertilizados a medida que flotan o se hunden en la columna de agua.
Algunas especies de peces utilizan la fertilización interna y luego dispersan los huevos en desarrollo o dan a luz a crías vivas. Los peces que tienen descendencia viva incluyen los guppys y los mollies o Poecilia. Los peces que dan a luz crías vivas pueden ser ovovivíparos, donde los huevos son fertilizados dentro de la hembra y los huevos simplemente eclosionan dentro del cuerpo femenino, o en los caballitos de mar, el macho lleva a las crías en desarrollo dentro de una bolsa y da a luz a crías vivas. Los peces también pueden ser vivíparos, donde la hembra suministra alimento a la descendencia que crece internamente. Algunos peces son hermafroditas, donde un solo pez es macho y hembra y puede producir óvulos y esperma. En los peces hermafroditas, algunos son machos y hembras al mismo tiempo mientras que en otros peces son hermafroditas en serie; empezando por un sexo y cambiando al otro. En al menos una especie hermafrodita, la autofecundación se produce cuando los óvulos y los espermatozoides se liberan juntos. La autofecundación interna puede ocurrir en algunas otras especies. Una especie de pez no se reproduce por reproducción sexual sino que utiliza el sexo para producir descendencia; Poecilia formosa es una especie unisex que utiliza una forma de partenogénesis llamada ginogénesis, donde los óvulos no fertilizados se convierten en embriones que producen descendencia femenina. Poecilia formosa se aparea con machos de otras especies de peces que utilizan fertilización interna, el esperma no fertiliza los óvulos pero estimula el crecimiento de los óvulos que se convierten en embriones.

## Plantas
Los animales tienen ciclos de vida con una única fase multicelular diploide que produce gametos haploides directamente por meiosis. Los gametos masculinos se llaman espermatozoides y los gametos femeninos se llaman óvulos u óvulos. En los animales, la fertilización del óvulo por un espermatozoide da como resultado la formación de un cigoto diploide que se desarrolla mediante divisiones mitóticas repetidas hasta convertirse en un adulto diploide. Las plantas tienen dos fases de ciclo de vida multicelular, lo que resulta en una alternancia de generaciones. Los cigotos de las plantas germinan y se dividen repetidamente por mitosis para producir un organismo multicelular diploide conocido como esporofito. El esporofito maduro produce esporas haploides por meiosis que germinan y se dividen por mitosis para formar una fase de gametofito multicelular que produce gametos en la madurez. Los gametofitos de diferentes grupos de plantas varían en tamaño. Los musgos y otras plantas pteridofíticas pueden tener gametofitos que constan de varios millones de células, mientras que las angiospermas tienen tan solo tres células en cada grano de polen.

### Plantas con flores

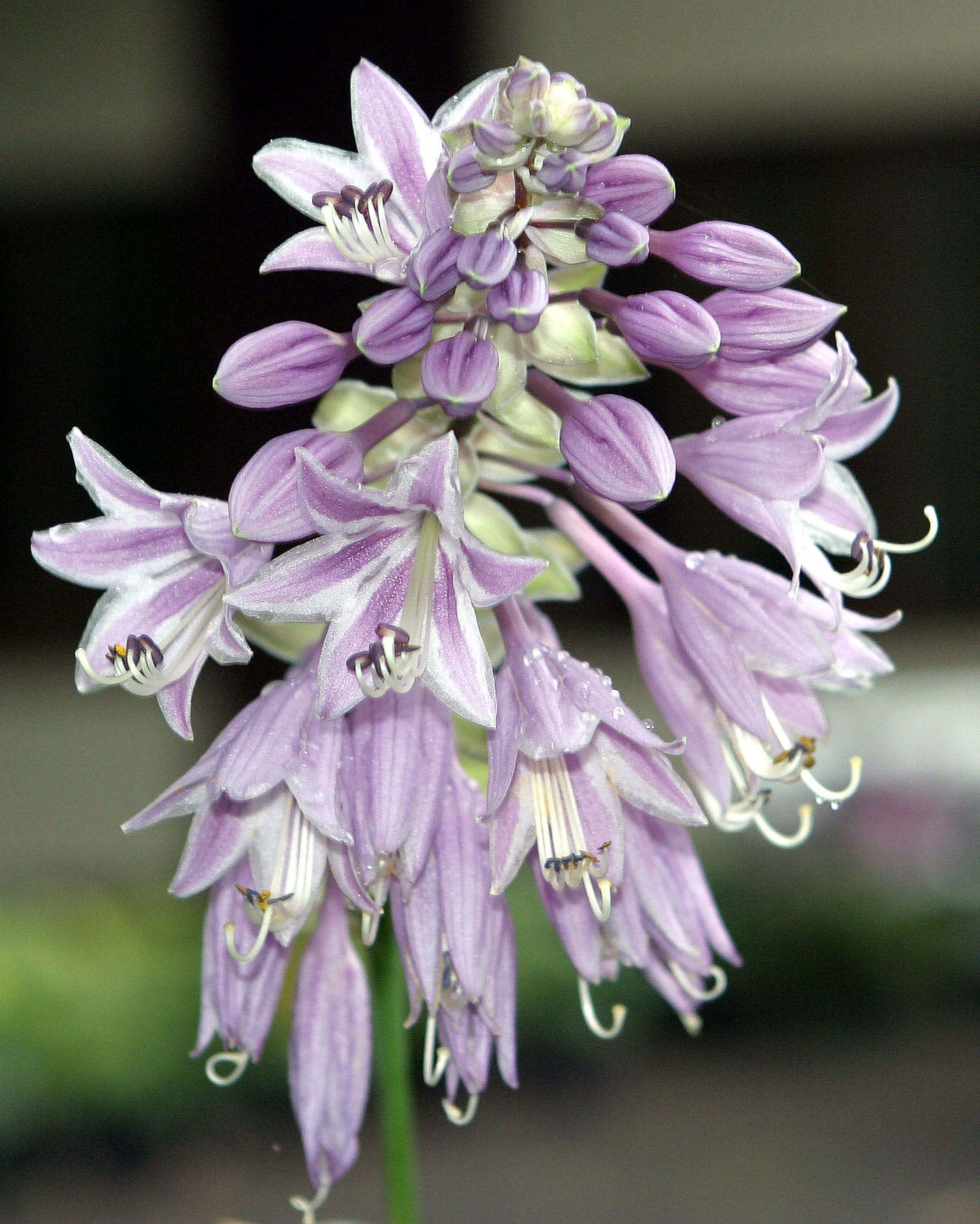
Las flores contienen los órganos sexuales de las plantas con flores.

Las plantas con flores son la forma vegetal dominante en la tierra: 168, 173   y se reproducen sexual o asexualmente. A menudo, su característica más distintiva son sus órganos reproductores, comúnmente llamados flores.

### Helechos
Los helechos producen grandes esporofitos diploides con rizomas, raíces y hojas. Las hojas fértiles producen esporangios que contienen esporas haploides. Las esporas se liberan y germinan para producir gametofitos pequeños y delgados que suelen tener forma de corazón y de color verde. Los gametofitos Prothallus producen espermatozoides móviles en los anteridios y óvulos en arquegonios en la misma o diferentes plantas.

### Briófitos
Las briofitas, que incluyen por ejemplo los musgos, se reproducen tanto sexual como vegetativamente. Son plantas pequeñas que crecen en lugares húmedos y, al igual que los helechos, tienen espermatozoides móviles con flagelos y necesitan agua para facilitar la reproducción sexual. Estas plantas comienzan como una espora haploide que crece hasta convertirse en la forma de gametofito dominante, que es un cuerpo haploide multicelular con estructuras similares a hojas que realizan la fotosíntesis. Los gametos haploides se producen en anteridios (masculinos) y arquegonios (femeninos) por mitosis. Los espermatozoides liberados por los anteridios responden a las sustancias químicas liberadas por los arquegonios maduros y nadan hacia ellos en una película de agua y fertilizan los óvulos produciendo así un cigoto. El cigoto se divide por división mitótica y crece hasta convertirse en un esporofito diploide multicelular. El esporofito produce cápsulas de esporas (esporangios), que están conectadas por tallos (setas) a los arquegonios. Las cápsulas de esporas producen esporas por meiosis y cuando maduran, las cápsulas se abren para liberar las esporas. Los briófitos muestran una variación considerable en sus estructuras reproductivas y lo anterior es un esquema básico. Además, en algunas especies cada planta es de un sexo (dioica), mientras que otras especies producen ambos sexos en la misma planta (monoica).

## Hongos

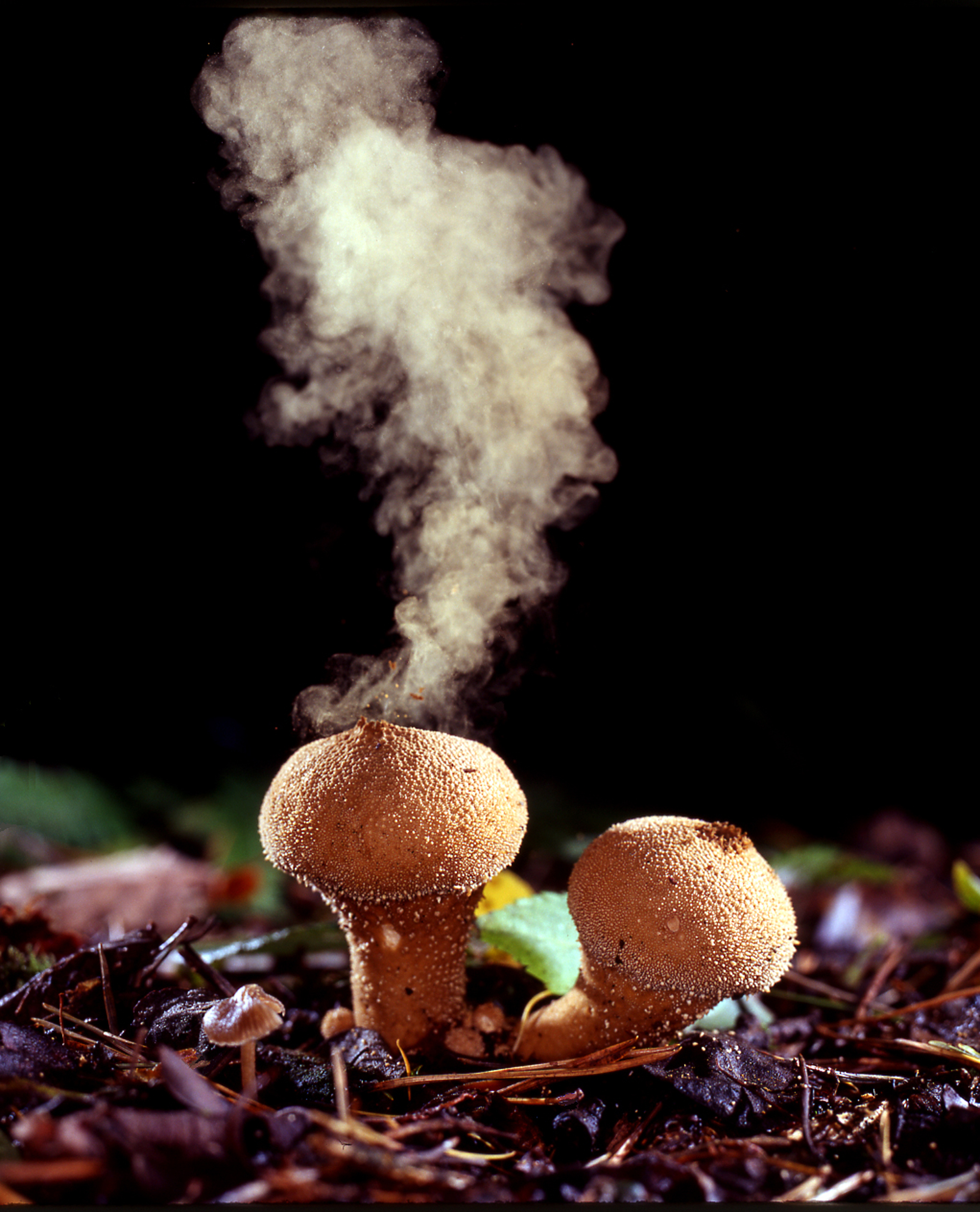
Hongos polvera emitiendo esporas.

Los hongos se clasifican según los métodos de reproducción sexual que emplean. El resultado de la reproducción sexual suele ser la producción de esporas en reposo que se utilizan para sobrevivir en tiempos inclementes y luego propagarse. Normalmente hay tres fases en la reproducción sexual de los hongos: plasmogamia, cariogamia y meiosis. El citoplasma de dos células madre se fusiona durante la plasmogamia y los núcleos se fusionan durante la cariogamia. Durante la meiosis se forman nuevos gametos haploides que se convierten en esporas. Wallen y Perlin revisaron la base adaptativa para el mantenimiento de la reproducción sexual en los hongos Ascomycota y Basidiomycota (dikaryon).  Llegaron a la conclusión de que la razón más plausible para mantener esta capacidad es el beneficio de reparar el daño del ADN, causado por una variedad de tensiones, a través de la recombinación que ocurre durante la meiosis.

## Bacterias y arqueas
Tres procesos distintos en los procariotas se consideran similares al sexo eucariota: la transformación bacteriana, que implica la incorporación de ADN extraño al cromosoma bacteriano; conjugación bacteriana, que es una transferencia de ADN plasmídico entre bacterias, pero los plásmidos rara vez se incorporan al cromosoma bacteriano; y transferencia e intercambio genético en arqueas.
La transformación bacteriana implica la recombinación de material genético y su función está asociada principalmente con la reparación del ADN. La transformación bacteriana es un proceso complejo codificado por numerosos genes bacterianos y es una adaptación bacteriana para la transferencia de ADN. Este proceso ocurre naturalmente en al menos 40 especies de bacterias. Para que una bacteria se una, absorba y recombine ADN exógeno en su cromosoma, debe entrar en un estado fisiológico especial denominado competencia (ver Competencia natural). La reproducción sexual en los primeros eucariotas unicelulares puede haber evolucionado a partir de una transformación bacteriana, o de un proceso similar en las arqueas (ver más abajo).
Por otro lado, la conjugación bacteriana es un tipo de transferencia directa de ADN entre dos bacterias mediada por un apéndice externo llamado pilus de conjugación. La conjugación bacteriana está controlada por genes de plásmidos que están adaptados para difundir copias del plásmido entre bacterias. La integración poco frecuente de un plásmido en un cromosoma bacteriano del huésped y la transferencia posterior de una parte del cromosoma del huésped a otra célula no parecen ser adaptaciones bacterianas.
La exposición de especies de arqueas hipertermófilas Sulfolobus a condiciones que dañan el ADN induce agregación celular acompañada de un intercambio de marcadores genéticos de alta frecuencia Ajon et al. plantearon la hipótesis de que esta agregación celular mejora la reparación del ADN específica de la especie mediante recombinación homóloga. La transferencia de ADN en Sulfolobus puede ser una forma temprana de interacción sexual similar a los sistemas de transformación bacteriana mejor estudiados que también implican una transferencia de ADN específica de especie que conduce a la reparación recombinacional homóloga del daño del ADN.